# Laura Bianchini
Pour les articles homonymes, voir Bianchini.
Laura Bianchini, née le 23 août 1903 à Castenedolo et morte le 27 septembre 1983 à Rome, est une éducatrice et femme politique italienne. Elle est élue à l'Assemblée constituante en 1946, faisant partie du premier groupe de femmes parlementaires en Italie. Elle est ensuite élue à la Chambre des députés en 1948, où elle siège jusqu'en 1953.

## Biographie
Laura Bianchini est née le 23 août 1903 et morte 27 septembre 1983. Elle fréquente l'université catholique du Sacré-Cœur de Milan. Là, elle obtient un diplôme en philosophie et en pédagogie. Après son diplôme, elle enseigne  à Brescia.  Pendant la Seconde Guerre mondiale, elle devient membre du Brigate Fiamme Verdi et s'occupe de sa publication Il Ribelle.
Après la guerre, elle est membre du Conseil national de 1945 à 1946. Elle est candidate de la Démocratie chrétienne à Brescia lors des élections générales de 1946 et fait partie des 21 femmes élues. Elle est élue à la Chambre des députés lors des élections de 1948 et siège au Parlement jusqu'en 1953.
Après avoir quitté le Parlement, elle retourne à l'enseignement. Elle prend sa retraite en 1973 et meurt à Rome en 1983,.